# Tim Pargent

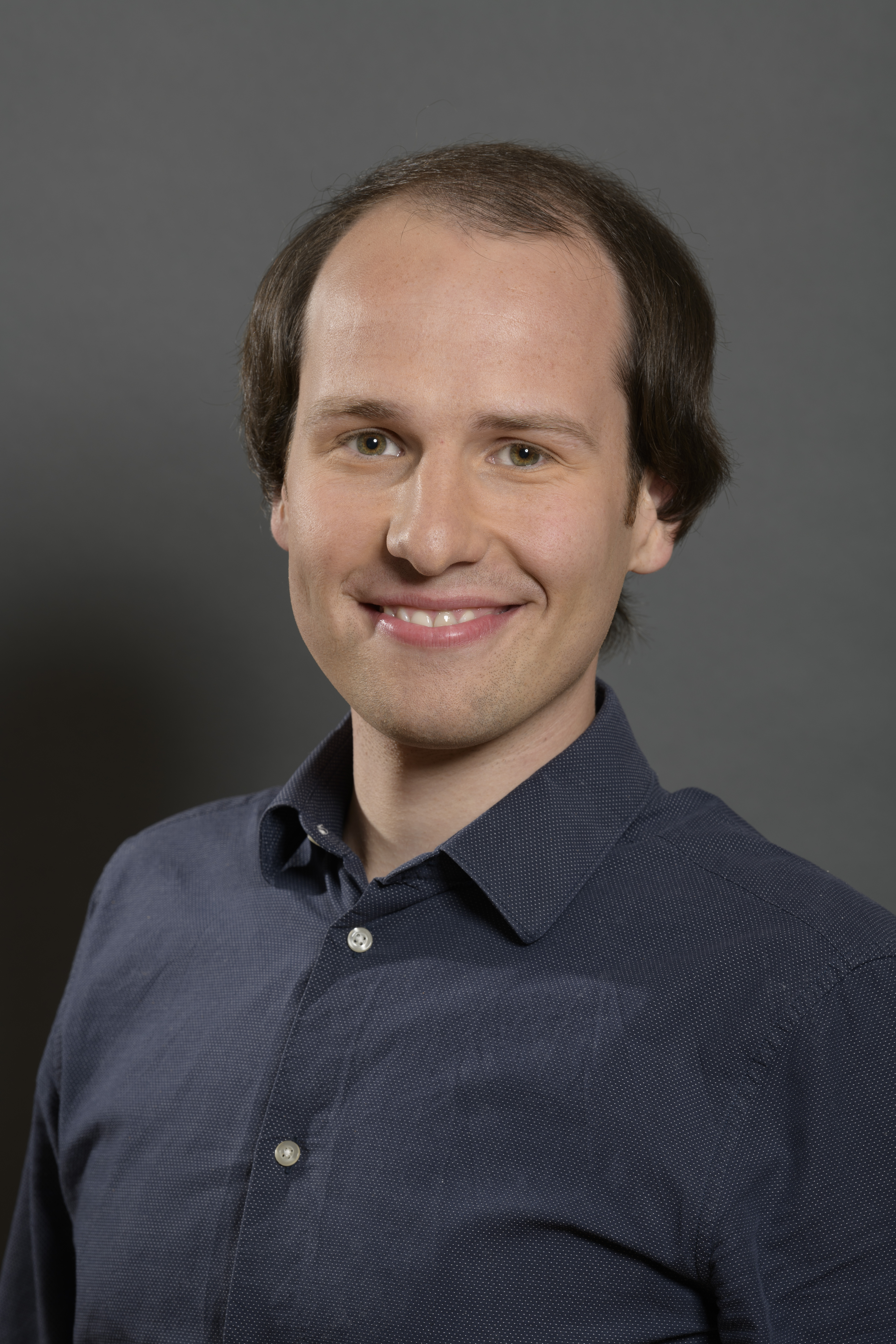
Tim Pargent (2019)

Tim Pargent (* 7. Juni 1993 in Pegnitz) ist ein deutscher Politiker (Bündnis 90/Die Grünen) und Geograph und seit der Landtagswahl 2018 Abgeordneter im Bayerischen Landtag. Seit dem 6. November 2019 ist er zudem stellvertretender parlamentarischer Geschäftsführer und stellvertretender Vorsitzender seiner Fraktion.

## Leben
Nach dem Schulbesuch am Gymnasium Christian-Ernestinum in Bayreuth erwarb Tim Pargent an der Universität Bayreuth den Bachelor im Fach „Internationale Wirtschaft und Entwicklung“ und den Master im Fach „Humangeographie – Stadt- und Regionalforschung“.
Während seiner Schulzeit war er als Schülersprecher seiner Schule und stellvertretender Bezirksschülersprecher aktiv. Des Weiteren war er von 2009 bis 2011 gewähltes Mitglied des Jugendparlaments in Bayreuth. Von 2012 bis 2016 gehörte er dem Studierendenparlament sowie für zwei Wahlperioden dem Hochschulrat der Universität Bayreuth an.
Tim Pargent ist evangelischer Konfession.

## Politik
Tim Pargent war seit 2010 Mitglied der Grünen Jugend. 2011 trat er der Partei Bündnis 90/Die Grünen bei. Von 2012 bis 2020 war er Sprecher des Grünen Kreisverbands Bayreuth, trat jedoch 2020 aufgrund der Arbeitsbelastung als Landtagsabgeordneter nicht mehr zur Wahl an.
Im Jahr 2014 wurde er als jüngstes Mitglied der Stadtgeschichte in den Stadtrat von Bayreuth gewählt. Bei der Landtagswahl in Bayern 2018 erhielt er ein Mandat im Landtag. Dort war Pargent Mitglied des Ausschusses für Staatshaushalt und Finanzfragen. Da sich seine Aufgaben als Landtagsabgeordneter zeitlich kaum mit der Tätigkeit als Stadtratsmitglied vereinen ließen, legte Pargent sein Stadtratsmandat und alle damit verbundenen Aufgaben zum 26. Februar 2019 nieder.
In der Legislaturperiode 2018 bis 2023 war Pargent stellvertretender Vorsitzender der Beiräte der Justizvollzugsanstalten in Bayreuth und Hof sowie des Maßregelvollzugbeirats am Bezirkskrankenhaus Bayreuth.
Im Jahr 2020 wurde Pargent Mitglied in der parlamentarischen Kontrollkommission BayernFonds sowie im Koordinierungsrat für den Bahnausbau Nürnberg–Schirnding. Von 2021 bis 2023 trug er als Mitglied im Untersuchungsausschuss (UA Maske) dazu bei, die Maskenaffäre zu untersuchen und aufzuarbeiten.
Im Oktober 2023 wurde Pargent erneut in den Bayerischen Landtag gewählt. Erneut wurde er Mitglied des Ausschusses für Staatshaushalt und Finanzfragen. Als stellvertretender parlamentarischer Geschäftsführer ist er Teil des erweiterten Fraktionsvorstands der Grünen im Bayerischen Landtag und Mitglied des Ältestenrats.

### Wahlergebnisse
Zur Bezirkstagswahl 2013 kandidierte Tim Pargent auf Listenplatz 2 in Oberfranken. Mit 4,92 % der Erststimmen und 6,78 % der Zweitstimmen verpasste er dabei den Einzug in den Bezirkstag.
Bei der Bayreuther Stadtratswahl im März 2014 erzielte Tim Pargent mit 5.312 Stimmen die viertmeisten Stimmen der Grünen-Kandidaten und zog damit als eines von fünf Grünen-Mitgliedern in den Stadtrat ein. Damit war er nicht nur das jüngste Mitglied des Stadtrats in der laufenden Periode, sondern zudem der jüngste Bayreuther Stadtrat aller Zeiten.

### Landtagswahl 2018
Als Direktkandidat des Stimmkreises Bayreuth erzielte Tim Pargent seinen ersten überregionalen Erfolg bei der bayerischen Landtagswahl 2018. Als oberfränkischer Spitzenkandidat auf Listenplatz 2 holte er eines der beiden oberfränkischen Landtagsmandate der Grünen. Mit einem Stimmanteil von 14,35 % der Erst- und 15,20 % der Zweitstimmen erhielt Pargent dabei hinter der CSU-Kandidatin Gudrun Brendel-Fischer die zweitmeisten Stimmen im Stimmkreis Bayreuth.

### Landtagswahl 2023
Bei der Landtagswahl 2023 erlangte Tim Pargent als oberfränkischer Spitzenkandidat auf Listenplatz 2 erneut ein Landtagsmandat. Er konnte sich mit insgesamt 11.549 Stimmen 12,6 % der Erststimmen sichern.

### Politische Positionen
In den Landtagswahlkampf 2018 zog Tim Pargent mit drei Kernforderungen: soziale Bildungspolitik in Bayern, Beendigung des Flächenfraßes sowie Absenkung des Wahlalters.
In den Landtagswahlkampf 2023 forderte Pargent: einen verstärkten Ausbau der Stromnetze und der erneuerbaren Energien in Oberfranken; eine moderne Infrastruktur in Form von besseren Bahnanbindungen, guten Schulen und Kindertagesstätten sowie mehr Anstand und Respekt miteinander in Politik und Gesellschaft und einen entschlossenen Kampf gegen Rechtsextremismus in Bayern.
Als finanzpolitischer Sprecher seiner Fraktion fordert Pargent im Landtag eine sozial gerechte Steuer- und Haushaltspolitik sowie den Kampf gegen organisierte Finanzkriminalität. Außerdem setzt er sich für nachhaltigen Tourismus und einen Ausbau der Verkehrsinfrastruktur in seiner ländlich geprägten Heimat Oberfranken ein. Eines seiner zentralen Anliegen ist hier die Elektrifizierung der Bahnstrecken in der größten „Dieselinsel“ Deutschlands, dabei vor allem der Sachsen-Franken-Magistrale von Nürnberg über Marktredwitz und Hof (Saale) nach Prag und Dresden. In Anerkennung seines Engagements wurde Pargent im Mai 2020 in den Koordinierungsrat zum Bahnausbau Nürnberg - Schirnding berufen.

## Mitgliedschaften
Neben der Mitgliedschaft bei Bündnis 90/Die Grünen sowie bei GRIBS (Grüne und Alternative in den Räten Bayerns) ist Tim Pargent außerdem Mitglied bei Bund Naturschutz (Kreisgruppe Bayreuth), Greenpeace, Bürgerbewegung Finanzwende e.V. und VdK Deutschland e.V.
Seit Dezember 2023 ist Pargent Teil des Kuratoriums Stiftung Verbundenheit.
Im Bereich Sport ist er Mitglied der Hockeyabteilung der Bayreuther Turnerschaft (BTS) sowie der Kanu-Abteilung des Schwimmvereins Bayreuth (SVB). Beim SVB war Pargent zudem in den Jahren 2012 bis 2018 Beisitzer im Vorstand. Des Weiteren ist er Mitglied der Freunde des humanistischen Gymnasiums Bayreuth e.V. (Verein der Freunde des GCE).